# Kōnstantinos Koulierakīs
Kōnstantinos Koulierakīs (in greco Κωνσταντίνος Κουλιεράκης?; La Canea, 28 novembre 2003) è un calciatore greco, difensore del Wolfsburg e della nazionale greca.

## Carriera

### Club
Koulierakis è approdato nel settore giovanile del PAOK nel 2017. Nel 2021 è stato promosso nella squadra B ed ha esordito il 6 novembre contro l'Olympiacos B in Souper Ligka Ellada 2.
Nella primavera del 2022 è stato aggregato con maggior frequenza alla prima squadra, diventandone membro fisso la stagione seguente. Ha debuttato il 20 agosto 2022 contro il Panaitōlikos in Souper Ligka Ellada e due giorni dopo ha rinnovato il proprio contratto fino al 2025. Il 23 dicembre ha prolungato di un ulteriore anno. Ha realizzato la sua prima rete il 30 gennaio 2023 nella vittoria casalinga per 3-2 contro il Levadeiakos.

### Nazionale
Ha giocato nelle nazionali giovanili greche Under-17 ed Under-19.
Nel settembre del 2022 è stato convocato per la prima volta dalla nazionale greca dal CT Gustavo Poyet, per le partite di UEFA Nations League. Ha fatto il suo esordio il 17 novembre 2022 nel pareggio per 2-2 contro Malta.

## Statistiche

### Presenze e reti nei club
Statistiche aggiornate al 17 maggio 2025.
| Stagione         | Squadra         | Campionato      | Campionato | Campionato | Coppe nazionali | Coppe nazionali | Coppe nazionali | Coppe continentali | Coppe continentali | Coppe continentali | Altre coppe | Altre coppe | Altre coppe | Totale | Totale | Totale |
| Stagione         | Squadra         | Comp            | Pres       | Reti       | Comp            | Pres            | Reti            | Comp               | Pres               | Reti               | Comp        | Pres        | Reti        | Pres   | Reti   |        |
| ---------------- | --------------- | --------------- | ---------- | ---------- | --------------- | --------------- | --------------- | ------------------ | ------------------ | ------------------ | ----------- | ----------- | ----------- | ------ | ------ | ------ |
| 2021-2022        | PAOK B          | SL2             | 22         | 0          |                 | -               | -               |                    | -                  | -                  |             | -           | -           | 22     | 0      |        |
| 2022-2023        | PAOK            | SL              | 25         | 2          | CG              | 6               | 0               | UECL               | 0                  | 0                  |             | -           | -           | 31     | 2      |        |
| 2023-2024        | PAOK            | SL              | 22         | 1          | CG              | 1               | 0               | UECL               | 14                 | 3                  |             | -           | -           | 37     | 4      |        |
| lug. - ago. 2024 | PAOK            | SL              | 0          | 0          | CG              | 0               | 0               | UCL + UEL          | 4+1                | 3+0                |             | -           | -           | 5      | 3      |        |
| Totale PAOK      | Totale PAOK     | Totale PAOK     | 47         | 3          |                 | 7               | 0               |                    | 19                 | 6                  |             | -           | -           | 73     | 9      |        |
| 2024-2025        | Wolfsburg       | BL              | 30         | 0          | CG              | 3               | 0               |                    | -                  | -                  |             | -           | -           | 33     | 0      |        |
| Totale carriera  | Totale carriera | Totale carriera | 99         | 3          |                 | 10              | 0               |                    | 19                 | 6                  |             | -           | -           | 128    | 9      |        |

### Cronologia presenze e reti in nazionale
| Cronologia completa delle presenze e delle reti in nazionale ― Grecia | Cronologia completa delle presenze e delle reti in nazionale ― Grecia | Cronologia completa delle presenze e delle reti in nazionale ― Grecia | Cronologia completa delle presenze e delle reti in nazionale ― Grecia | Cronologia completa delle presenze e delle reti in nazionale ― Grecia | Cronologia completa delle presenze e delle reti in nazionale ― Grecia | Cronologia completa delle presenze e delle reti in nazionale ― Grecia | Cronologia completa delle presenze e delle reti in nazionale ― Grecia |
| Data                                                                  | Città                                                                 | In casa                                                               | Risultato                                                             | Ospiti                                                                | Competizione                                                          | Reti                                                                  | Note                                                                  |
| --------------------------------------------------------------------- | --------------------------------------------------------------------- | --------------------------------------------------------------------- | --------------------------------------------------------------------- | --------------------------------------------------------------------- | --------------------------------------------------------------------- | --------------------------------------------------------------------- | --------------------------------------------------------------------- |
| 17-11-2022                                                            | Ta' Qali                                                              | Malta                                                                 | 2 – 2                                                                 | Grecia                                                                | Amichevole                                                            | -                                                                     | 46’ 90+2’                                                             |
| 19-6-2023                                                             | Saint-Denis                                                           | Francia                                                               | 1 – 0                                                                 | Grecia                                                                | Qual. Euro 2024                                                       | -                                                                     | 71’                                                                   |
| 7-9-2023                                                              | Eindhoven                                                             | Paesi Bassi                                                           | 3 – 0                                                                 | Grecia                                                                | Qual. Euro 2024                                                       | -                                                                     | 69’                                                                   |
| 13-10-2023                                                            | Dublino                                                               | Irlanda                                                               | 0 – 2                                                                 | Grecia                                                                | Qual. Euro 2024                                                       | -                                                                     | 88’                                                                   |
| 16-10-2023                                                            | Atene                                                                 | Grecia                                                                | 0 – 1                                                                 | Paesi Bassi                                                           | Qual. Euro 2024                                                       | -                                                                     | 61’                                                                   |
| 11-6-2024                                                             | Grödig                                                                | Malta                                                                 | 0 – 2                                                                 | Grecia                                                                | Amichevole                                                            | -                                                                     | 28’                                                                   |
| 7-9-2024                                                              | Il Pireo                                                              | Grecia                                                                | 3 – 0                                                                 | Finlandia                                                             | UEFA Nations League 2024-2025 - 1º turno                              | -                                                                     | 50’                                                                   |
| 10-9-2024                                                             | Dublino                                                               | Irlanda                                                               | 0 – 2                                                                 | Grecia                                                                | UEFA Nations League 2024-2025 - 1º turno                              | -                                                                     |                                                                       |
| 10-10-2024                                                            | Londra                                                                | Inghilterra                                                           | 1 – 2                                                                 | Grecia                                                                | UEFA Nations League 2024-2025 - 1º turno                              | -                                                                     | 6’                                                                    |
| 14-11-2024                                                            | Amarousio                                                             | Grecia                                                                | 0 – 3                                                                 | Inghilterra                                                           | UEFA Nations League 2024-2025 - 1º turno                              | -                                                                     |                                                                       |
| 17-11-2024                                                            | Helsinki                                                              | Finlandia                                                             | 0 – 2                                                                 | Grecia                                                                | UEFA Nations League 2024-2025 - 1º turno                              | -                                                                     |                                                                       |
| 20-3-2025                                                             | Il Pireo                                                              | Grecia                                                                | 0 – 1                                                                 | Scozia                                                                | UEFA Nations League 2024-2025 - Play-off                              | -                                                                     |                                                                       |
| 23-3-2025                                                             | Glasgow                                                               | Scozia                                                                | 0 – 3                                                                 | Grecia                                                                | UEFA Nations League 2024-2025 - Play-off                              | -                                                                     |                                                                       |
| 7-6-2025                                                              | Candia                                                                | Grecia                                                                | 4 – 1                                                                 | Slovacchia                                                            | Amichevole                                                            | -                                                                     |                                                                       |
| Totale                                                                |                                                                       | Presenze                                                              | 14                                                                    |                                                                       | Reti                                                                  | 0                                                                     |                                                                       |

## Palmarès

### Club

#### Competizioni nazionali
- Campionato greco: 1

PAOK: 2023-2024